# Escola Mallorquina
L'Escola Mallorquina fou un moviment literari mallorquí caracteritzat per una estètica clàssica i tradicional, marcat per influències noucentistes i una visió poètica centrada en el paisatge mediterrani i l’humanisme. Aquest moviment es va desenvolupar a Mallorca durant la primera meitat del segle xx, des del final de la Renaixença fins a la dècada dels anys 1950, moment en què el moviment començà a decaure. L'Escola Mallorquina es va estructurar al voltant de l'Associació per la Cultura de Mallorca, una institució cultural que tenia com a objectiu preservar i promoure la literatura i cultura mallorquines.

## Context i delimitació del moviment
El concepte d'Escola Mallorquina ha estat objecte de debat dins de la historiografia literària, especialment pel que fa al seu abast cronològic. Predomina la idea que l'Escola agrupa la lírica mallorquina des dels poetes romàntics del segle xix fins als autors vinculats a l'Associació per la Cultura de Mallorca a la dècada de 1930. Aquest moviment abasta des de les primeres manifestacions de la poesia moderna a Mallorca fins a la creació d'un cercle literari que consolidà el moviment.

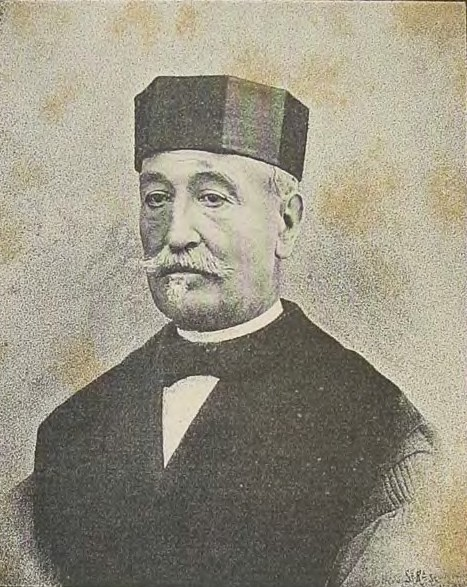
Josep Lluís Pons i Gallarza

La filòloga Isabel Graña assenyala la controvèrsia sobre la paternitat del moviment, atribuïda sovint a Josep Lluís Pons i Gallarza, i rebutja la caracterització com a "generació" a causa de les discrepàncies ideològiques i cronològiques entre els autors principals, com Miquel Ferrà, Llorenç Riber i Maria Antònia Salvà. Pons i Gallarza va ser un pioner, però les diferències en les dates de publicació de les seves obres posen en dubte la idea d'una generació unitària. Per exemple, Riber va abandonar la poesia quan Ferrà encara no havia publicat gran part de la seva obra.
Entre les interpretacions inicials sobre l'Escola Mallorquina, Joan Pons i Josep M. Llompart són els primers que delimiten el moviment com els successors i epígons de Costa i Alcover, mentre que altres autors, com Joan Fuster i Joan Lluís Marfany, hi aporten perspectives que generen controvèrsia. Altres autors com Gregori Mir, Jaume Vidal i Alcover, Damià Ferrà-Ponç, Guillem Soler i Jordi Castellanos han contribuït a un ampli debat sobre la idoneïtat d'incloure o excloure certs autors, fins i tot fins a les investigacions més recents de Damià Pons i Jaume Aulet.

## Recorregut

### Figures clau inicials

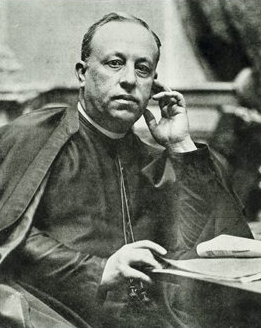
Miquel Costa i Llobera

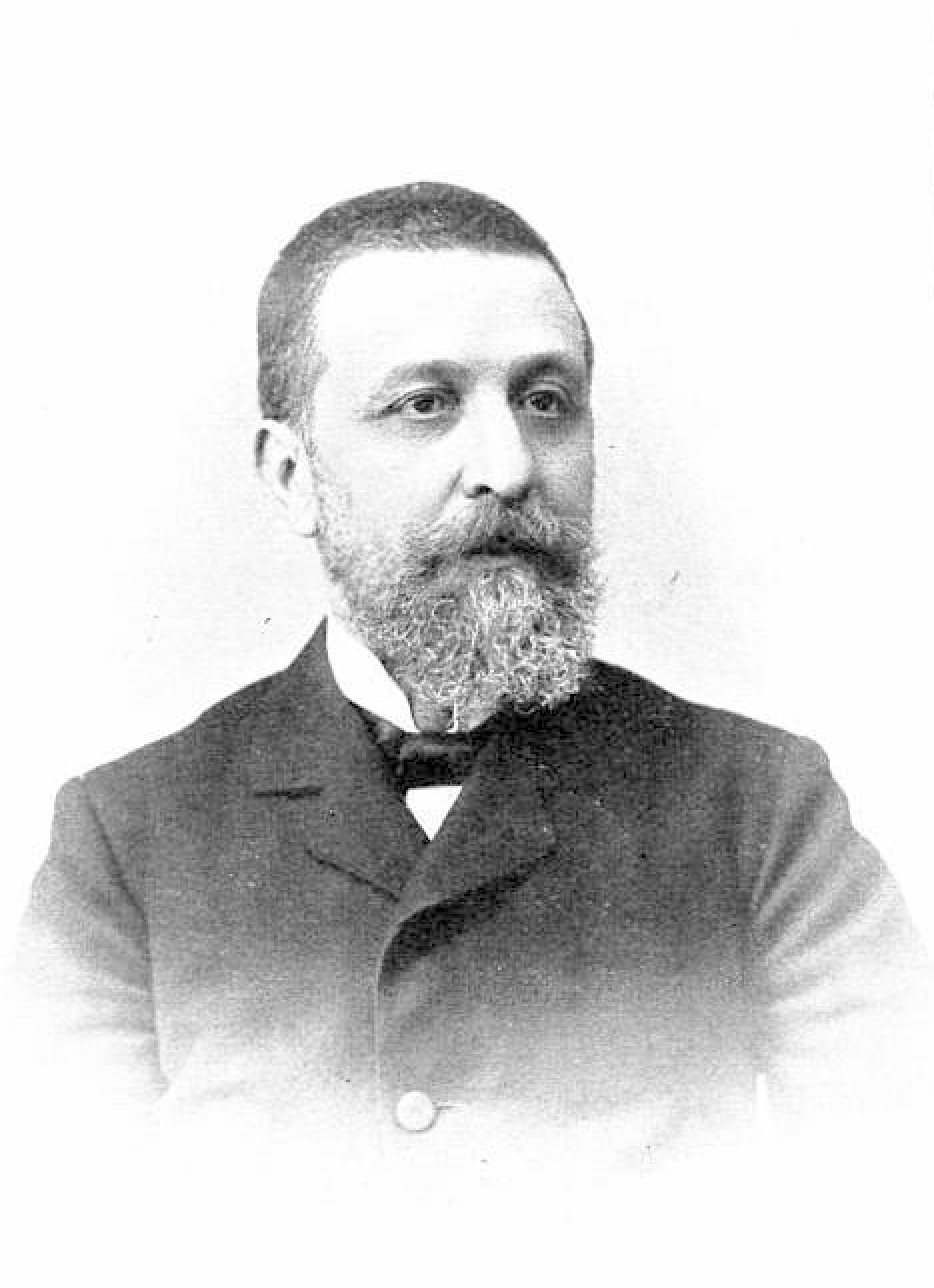
Joan Alcover i Maspons

L'Escola Mallorquina s'articula principalment al voltant de les figures de Costa i Llobera i Alcover, però és amb les aportacions de Maria Antònia Salvà, Llorenç Riber i Miquel Ferrà que el moviment pren una forma cohesionada. Aquests autors es distingeixen per l'ús meticulós de la llengua, una poesia de contenció emocional i una visió rural idealitzada. La seva obra es caracteritza per un estil harmoniós, que recull influències del Noucentisme, moviment que defensa la sobrietat formal, el rigor i el classicisme.

### Consolidació i influència del Noucentisme
Miquel Ferrà va exercir un paper clau en el procés de formació de l'Escola Mallorquina, especialment durant les primeres dècades del segle XX des de Barcelona, on liderava un grup d’intel·lectuals insulars. Aquest grup va formar la generació de 1917, caracteritzada per una identificació gairebé absoluta amb els pressupòsits noucentistes de Josep Carner, sense mostrar gaire interès per explorar nous camins per a la poesia mallorquina.

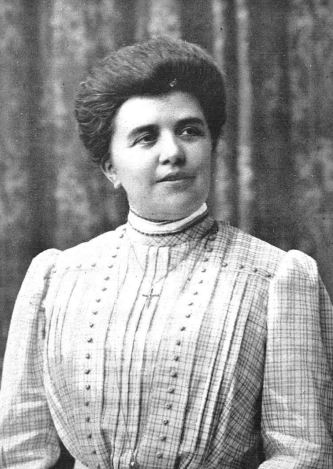
Maria Antònia Salvà i Ripoll

Hi ha dues publicacions fonamentals en els orígens de l'Escola Mallorquina: la revista Ofrena (1916-1918) i La Veu de Mallorca (1917-1919). La primera va actuar com a plataforma literària i ideològica, mentre que la segona, sota la direcció de Joan Estelrich i amb Joan Pons com a redactor en cap, va servir per divulgar a Mallorca el projecte politicocultural noucentista impulsat per Enric Prat de la Riba i Francesc Cambó. Aquestes publicacions van oferir un espai on els escriptors de l'Escola van poder cohesionar-se, centrant-se en temes com el paisatge mallorquí i les traduccions de models classicistes, cristians i romàntics.

### Difusió i evolució

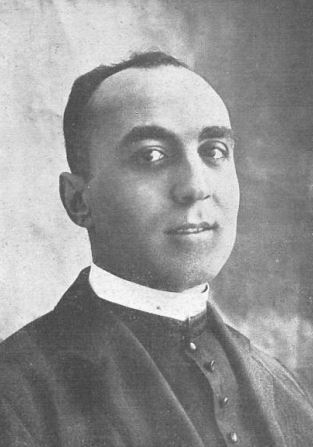
Llorenç Riber i Campins

Amb la creació del Correu de les Lletres (1920-1922), sota la direcció de Ferrà, l'Escola Mallorquina va adquirir una plataforma d'expressió pròpia. Aquest diari va adoptar una posició combativa davant l’arribada de noves estètiques com l'avantguardisme i va denunciar la manca de suport institucional a Mallorca en comparació amb Catalunya. D'alta banda, la publicació Almanac de les Lletres (1921-1936) va esdevenir un producte sòlid, amb una estructura anual que permetia la trobada d'escriptors dels Països Catalans i consolidava un compromís d’unitat cultural. Aquesta publicació va tenir un paper important en la difusió de la ideologia de l'Escola Mallorquina i va ser patrocinada per l'Associació per la Cultura de Mallorca.
Aquesta, fundada el 1923, va esdevenir l’entitat clau per a la promoció cultural i la preservació de la llengua catalana a l'illa. De caràcter apolític, l'Associació va ser impulsada per intel·lectuals com Miquel Ferrà, Joan Estelrich i Guillem Forteza, i va servir de plataforma per a la difusió de la cultura i la literatura mallorquina en un context difícil. Tot i el caràcter apolític, es van produir tensions entre els sectors més conservadors, representats pel president Elvir Sans, i els més progressistes dins de l'Escola Mallorquina, que defensaven l'expansió de la cultura a tots els estrats socials.
Aquesta entitat es va veure afectada per la repressió de la dictadura de Primo de Rivera i es va veure obligada a suspendre les seves activitats el 1926. No obstant això, durant aquest període, l'Associació va difondre la literatura mallorquina a través del Quadern Mensual (1923-1925), que promogué l'ús del català i va introduir el gènere de la ressenya literària amb obres com Clarors matinals de Maria Verger i L’amor de les tres taronges de Guillem Colom. Abans de la Guerra Civil espanyola, l'entitat va prendre un nou impuls, aquesta vegada amb una politització notable. El 1936, amb el triomf del bàndol feixista a Mallorca, les activitats de l'Associació es van suspendre definitivament.
El poeta Bartomeu Rosselló-Pòrcel, a la revista La Nostra Terra (1928-1936), va ser un dels primers a proposar un canvi estètic per l'Escola, incorporant influències de la Generació del 27 espanyola i una interpretació més personal del paisatge. Tot i aquest vincle amb els antecedents de l'Escola, Rosselló-Pòrcel va començar a trencar amb el model tradicional, proposant una veu poètica que incorporava una exploració més experimental i innovadora.

### Canvis

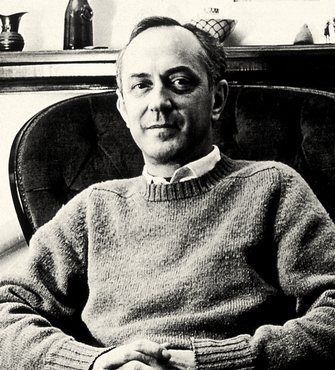
Jaume Vidal i Alcover

Després de la Guerra Civil espanyola, membres de l'Escola, com Miquel Ferrà, Guillem Colom, Miquel Forteza i Joan Pons, van reafirmar els valors tradicionals de l'Escola Mallorquina. Aquest seguiment fidel a l'Escola per part dels poetes de postguerra mantingué viva una visió de la poesia centrada en els valors clàssics i la contenció formal. No obstant això, a mesura que avançava el segle, es van produir canvis significatius: poetes com Miquel Dolç, Llorenç Moyà i Jaume Vidal i Alcover van començar a distanciar-se d’aquesta ortodòxia, promovent una poesia menys rígida i més oberta a influències contemporànies. Aquesta ruptura es consolidà amb l'antologia Els poetes insulars de postguerra (1951) de Manuel Sanchis i Guarner, on es va evidenciar l'aparició d'una oposició als valors tradicionals de l'Escola Mallorquina, considerada antiquada, folklòrica i excessivament localista.

## Característiques
Els escriptors de l'Escola Mallorquina es defineixen sovint com a regionalistes i nacionalistes mallorquins, mantenint una identitat pròpia separada de la del Principat. Abans de 1936, el terme Escola Mallorquina té dos sentits: un de global, referint-se a la contribució mallorquina a la literatura catalana, i un altre més específic, definint un grup amb una estètica determinada dins la literatura catalana-valenciana-balear.
L'Escola Mallorquina accepta el llegat de Miquel Costa i Llobera i Joan Alcover i Maspons, i esdevenen una font d’inspiració per als seus poetes. Aquesta escola mostra una tendència cap al mite com a element recurrent en la seva poesia i es caracteritza per un equilibri d'arrel clàssica, amb un rigor formal que es manifesta en la recerca constant de pulcritud i perfeccionisme.
L'harmonia amb els clàssics es plasma en l'ús de tècniques com in medias res, entrant directament en el tema central de l'obra. A més, els poetes de l'Escola practiquen una contenció emocional. El llenguatge és depurat i elevat, buscant una expressió refinada i acurada. El paisatge mediterrani esdevé un escenari poètic emblemàtic, amb exemples destacats com Lo Pi de Formentor, que reflecteixen l’essència de la seva geografia.
Aquesta escola literària també destaca per una consciència d'insularitat, que es manifesta en una complaença envers l’aïllament com a font d'inspiració. Finalment, l'Escola Mallorquina mostra la influència d'autors europeus com Leconte de Lisle, Carducci, Victor Hugo i Leopardi, els quals deixen una empremta significativa en l'estil i els temes d'aquests poetes mallorquins.

## Autors
Entre els autors de l'Escola Mallorquina destaquen:
- Llorenç Riber i Campins
- Miquel dels Sants Oliver i Tolrà
- Miquel Ferrà i Juan
- Emília Sureda i Bimet
- Pere Orlandis i Despuig
- Maria Antònia Salvà i Ripoll
- Guillem Colom i Ferrà
- Miquel Forteza i Pinya
- Joan Pons i Marquès
- Miquel Colom Mateu
- Andreu Caimari i Noguera
- Bartomeu Guasp i Gelabert
- Miquel Gayà i Sitjar
- Maria Antònia Ramon
- Miquel Costa i Llobera
- Joan Alcover i Maspons